# Skallesø
Skallesø er en lavvandet næringsrig sø beliggende sydvest for Skive og øst for Vinderup, i Holstebro- og Skive Kommuner. Den ligger vest for Flyndersø, som den er forbundet med via den ca. 50 meter lange Hindså, der regnes for Danmarks korteste å. Sydøst for søen ligger Hjerl Hede med frilandsmuseet, og mod nord ligger Estvadgård Plantage. Søen deles i to af halvøen Gårdholm der oprindelig var en ø.
Søen blev forsøgt udtørret i et landvindingsprojekt i 1800-tallet, og det lykkedes at avle græs og raps i søen et enkelt år, men projektet blev opgivet i 1875, efter at dæmningen brød sammen i 1873.

## Naturbeskyttelse
Søen er en del af Natura 2000-område nr. 41 Hjelm Hede, Flyndersø og Stubbergård Sø (H41 og F29) og er både et habitat- og fuglebeskyttelsesområde . Søen, hederne og plantagerne omkring søen, i alt 1.200 ha blev fredet 1934 og 1967 ; Hovedparten af de fredede områder ejes af Hjerl-Fonden, der også, frem til 1979, stod bag Hjerl Hede, der ligger vest for søens sydlige del.

## Eksterne kilder og henvisninger
1. ↑  Om naturplanen Arkiveret 3. september 2012 hos  Wayback Machine på Naturstyrelsens websider
2. ↑  Om fredningen på Danmarks Naturfredningsforenings websider

- Danmarks Søer, Søerne i Nordjyllands og Viborg Amter, af Thorkild Høy m.fl. ISBN 87-7717-200-0

56°29′53.96″N 8°51′38.94″Ø / 56.4983222°N 8.8608167°Ø